# 韦州古城
韦州古城，位于宁夏回族自治区吴忠市同心县韦州镇，是中华人民共和国宁夏回族自治区文物保护单位之一。
1963年，授予宁夏回族自治区文物保护单位，是一座古遗址。